# انعدام السلامى
انعدام السلامى هي متلازمة تتميز بغياب أحد عظام أصابع اليد أو القدم، أو فقدان الأصبع بالمجمل. تعتبر من الحالات نادرة الحدوث، وأسبابها وراثية في الغالب. تحدث هذه الحالة عادة كجزء من متلازمة وراثية تؤثر على أكثر من عضو من أعضاء الجسم، ولكن من الممكن حدوث التشوه لأصابع اليد فقط.